# AIDAblu
AIDAblu es un crucero de clase Sphinx, operado por la línea de cruceros alemana AIDA Cruises. El AIDAblu es el séptimo barco en la línea de cruceros AIDA. El buque fue entregado por Meyer Werft el 4 de febrero de 2010. Es un barco hermano de AIDAdiva, AIDAbella, AIDAluna con una cubierta más, y es seguido por AIDAsol y el AIDAmar. Este tiene una capacidad de 2050 pasajeros.

## Galería

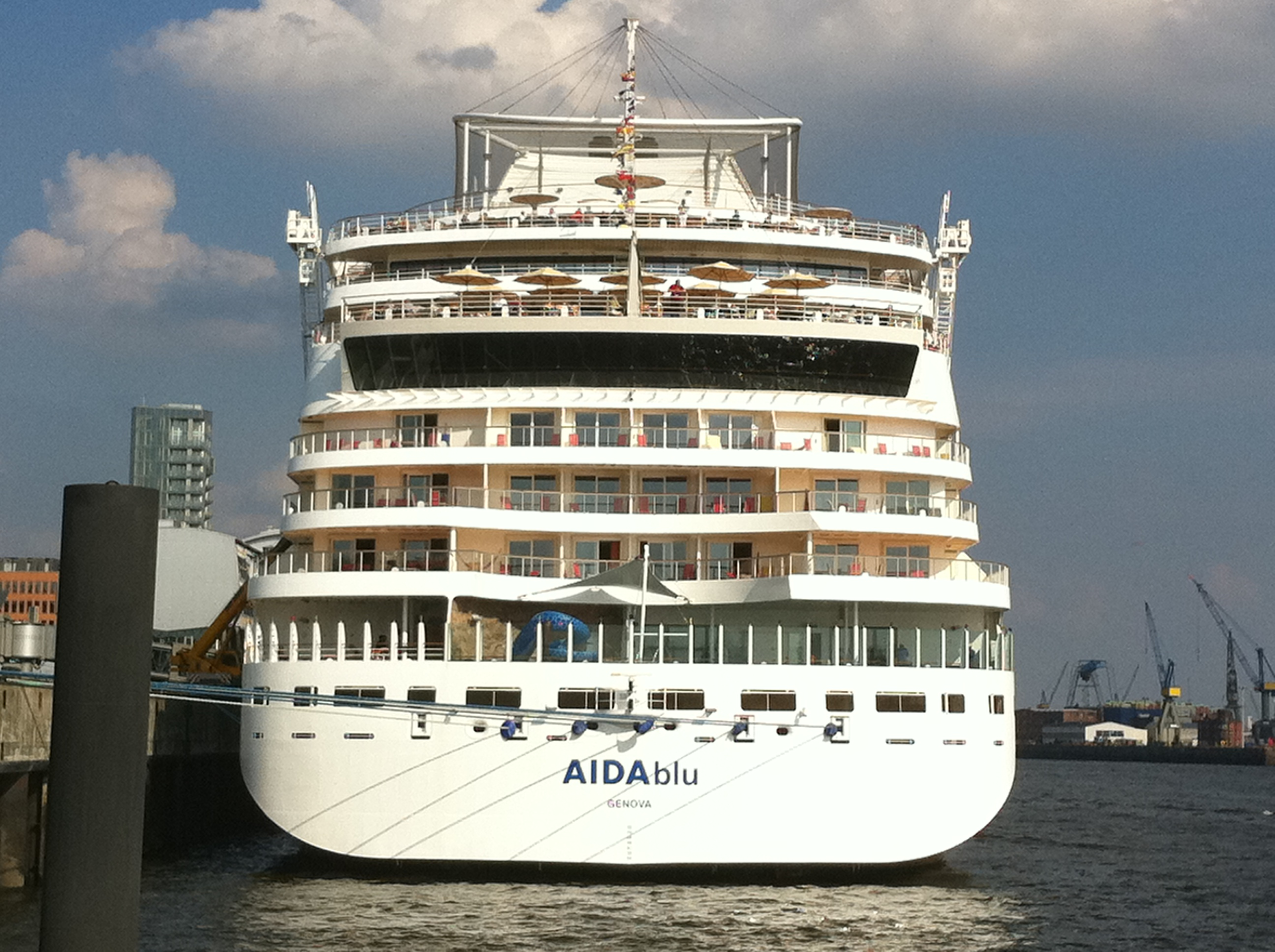
AIDAblu por detrás
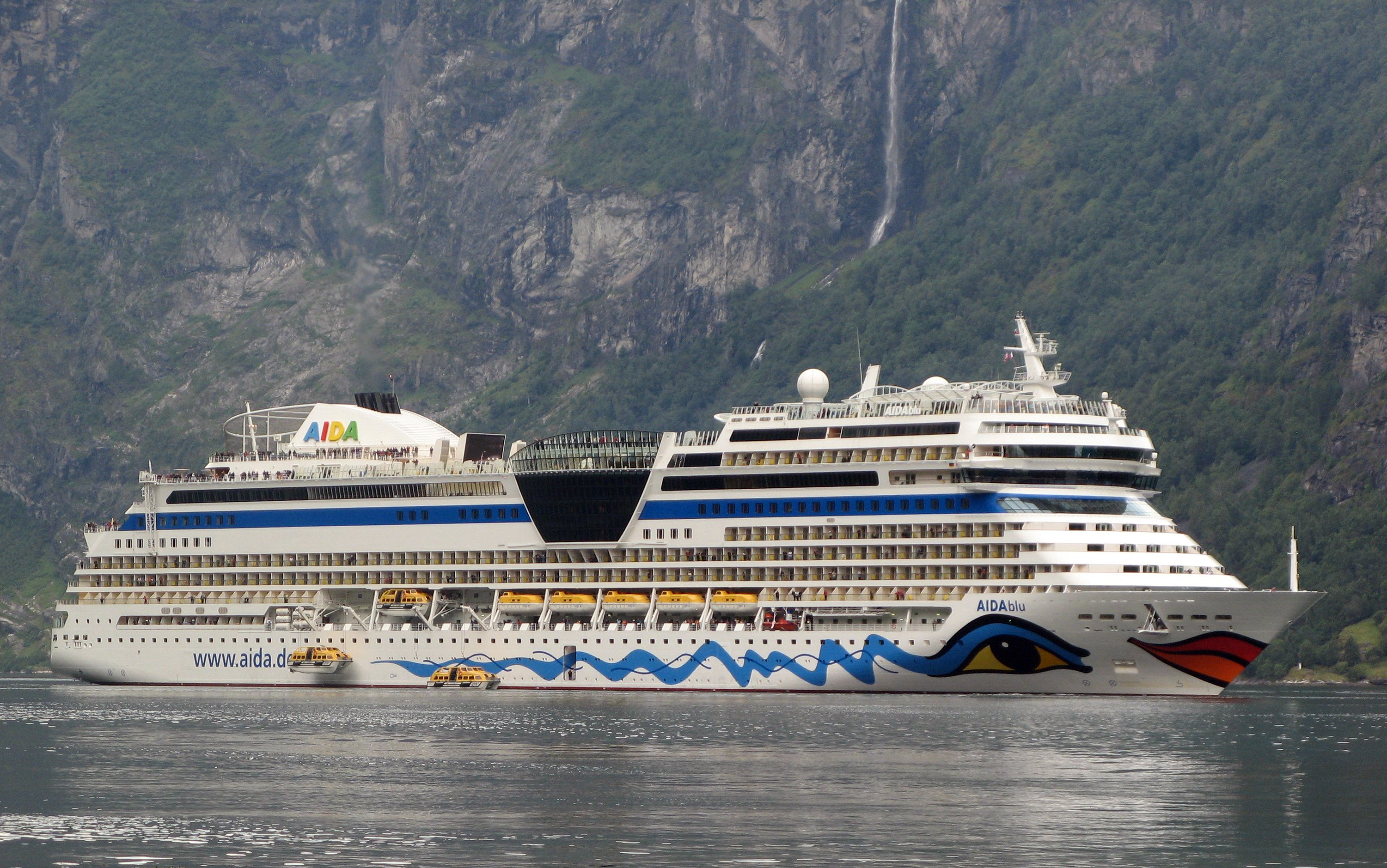
AIDAblu